# Miss Universo 1998

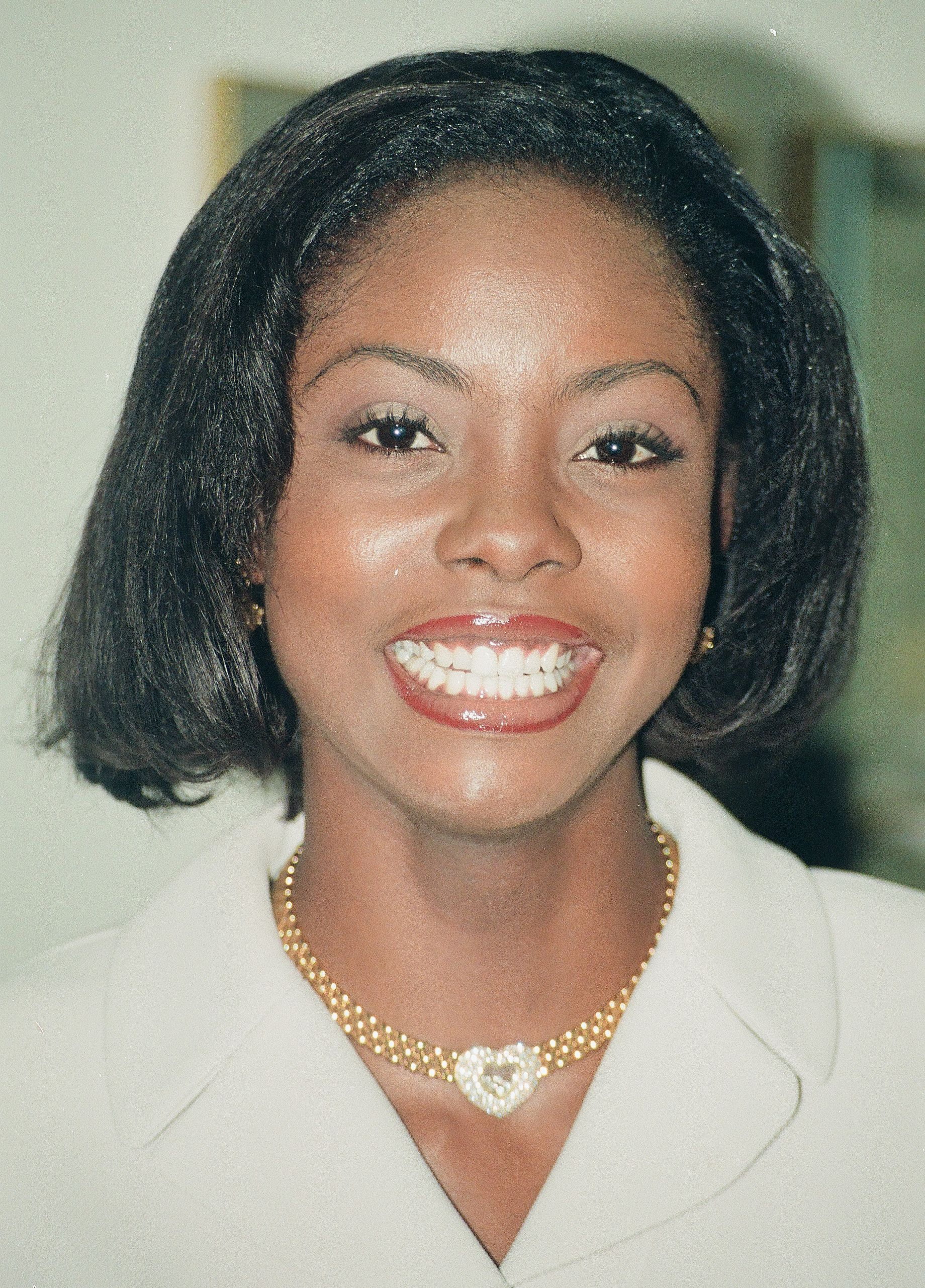
Wendy Fitzwilliam, Miss Universo 1997

Miss Universo 1998 foi a 47ª edição do concurso Miss Universo, realizada no Stan Sheriff Arena, Honolulu, Havaí, Estados Unidos, em 12 de maio de 1998. Com a participação de 81 candidatas dos cinco continentes, a edição viu a coroação da trinitina Wendy Fitzwilliam, que recebeu a coroa da norte-americana Brook Lee, Miss Universo 1997. Fitzwilliam foi a segunda Miss Trinidad & Tobago a conquistar o título e a segunda negra a ser coroada.

## Evento
Sediado no Havaí, terra natal da Miss Universo reinante, neste ano o concurso entrou numa nova era, agora sob comando direto de Donald Trump, que mudou o nome da organização de Miss Universe, Inc. para Miss Universe Organization. Foi criada uma nova logomarca, um novo slogan ("Redefined for Today") e uma nova equipe de profissionais foi contratada para repaginar o concurso. Também houve mudanças no formato, com as preliminares e o desfile de trajes típicos não sendo mais integrantes do número de abertura, de maneira a tornar mais ágil a transmissão pela televisão. E principalmente, ao invés de seis finalistas agora o número retornou para cinco.
Todo o evento em si teve a duração de 17 dias e 13 atividades antes da final. Desde o início, cinco candidatas tiveram o favoritismo da imprensa e dos fãs: a venezuelana Veruska Ramirez, a trinitina Wendy Fitzwilliam, a brasileira Michela Marchi, a porto-riquenha Joyce Giraud e a Miss Bonaire Uzmin Everts. Para o pequeno território holandês no Caribe, era uma grande oportunidade de pela primeira vez ter uma candidata finalista e havia grande expectativa geral sobre isso.
Este ano também representou uma nova era também para o Japão no Miss Universo. O país havia feito apenas uma vencedora até então, Akiko Kojima, e com fracassos consecutivos ao longo das décadas seguintes houve uma completa perda de interesse pelo concurso no país. Até que a contratação da francesa Inés Ligron, um dos grandes nomes internacionais da preparação de candidatas para concursos de beleza, pelo Miss Japão, colocou este país num outro patamar de profissionalismo e reacendeu o interesse pelo Miss Universo entre a população japonesa. Mesmo que Nana Kamura, a representante japonesa, não tenha conseguido classificação, ela obteve muita publicidade e deixou uma boa impressão. Neste ano o Miss Japão passou por um grande processo de modernização e profissionalização em sua organização, o que faria com que nos anos seguintes viesse a ter várias semifinalistas e finalistas consecutivas, resultando na coroação de Riyo Mori na Cidade do México em 2007.
Depois de um número de abertura com todas as candidatas, comandadas pela Miss Universo 1997 Brook Lee, num grande espírito "Aloha" com a participação de dançarinos havaianos, tocadores de tambores, guerreiros com lanças brancas e vermelhas e imagens do Havaí projetadas no palco, foi anunciado o Top 10: África do Sul, Rússia, Irlanda, Brasil, Colômbia, Índia, Porto Rico, Trinidad e Tobago, Estados Unidos e Venezuela. Miss Bonaire foi a única pré-favorita deixada de fora da semifinal. Depois do desfile em trajes de banho e de vestidos de noite, as cinco finalistas anunciadas foram as misses Venezuela, Trinidad e Tobago, Colômbia, Porto Rico e EUA. A brasileira Michela Marchi não sobreviveu ao desfile em trajes de noite, no que foi definido como "talvez o pior vestido de noite já usado por uma candidata ao Miss Universo".
Fitzwiliam conquistou o público durante sua entrevista cantando afinadamente, e foi para o Top 3 com a Miss Venezuela e a Miss Porto Rico Joyce Giraud. No intervalo comercial da televisão, todos os presentes no auditório começaram a gritar "Trinidad, Trinidad!" manifestação que ocorreu pela primeira vez na história do Miss Universo e aconteceria repetidamente nos anos seguintes. Wendy Fitzwilliam venceu o concurso, num dos mais comemorados resultados da história, 21 anos depois de sua compatriota Janelle Commissiong em 1977. 
Durante seu reinado, ela foi homenageada pela Organização das Nações Unidas com o título de Embaixadora da Boa Vontade, por seu trabalho pela conscientização e educação sobre o vírus da AIDS. Sua dedicação a esta causa, que extrapolou suas funções como Miss Universo, a levou a criar a Fundação Hibiscus (THF), em Trinidad e Tobago, no dia 6 de setembro de 1998. Esta organização foi criada para aumentar a conscientização sobre a doença em seu país e dar assistência financeira e por outros meios a orfanatos em Trinidad.

## Resultados
| Colocação                | Candidata                                                                  | País                                              |
| ------------------------ | -------------------------------------------------------------------------- | ------------------------------------------------- |
| Miss Universo 1998       | Wendy Fitzwilliam                                                          | Trinidad e Tobago                                 |
| 2º lugar                 | Veruska Ramirez                                                            | Venezuela                                         |
| 3º lugar                 | Joyce Giraud                                                               | Porto Rico                                        |
| Semifinalistas (Top 5):  | Shawnae Jebbia Silvia Ortiz                                                | Estados Unidos · Colômbia                         |
| Semifinalistas (Top 10): | Michela Marchi Lymaraina D'Souza Kerishnie Naiker Andrea Roche Anna Malova | Brasil · Índia · África do Sul · Irlanda · Rússia |
| Premiações especiais     |                                                                            |                                                   |
| Miss Simpatia            | Asuman Krause                                                              | Turquia                                           |
| Miss Fotogenia           | Vladmira Hrenovcikova                                                      | Eslováquia                                        |
| Melhor Traje Típico      | Wendy Fitzwilliam                                                          | Trinidad e Tobago                                 |
| Melhor Traje de Banho    | Veruska Ramirez                                                            | Venezuela                                         |
| Prêmio Estilo Clairol    | Katty Fuentes                                                              | México                                            |

## Candidatas
- Em negrito, a candidata eleita Miss Universo 1998. Em itálico, as semifinalistas.[5]

| - África do Sul - Kerishnie Naiker (SF) - Alemanha - Katharina Mainka - Angola - Emilia Guardano - Argentina - Marcela Brane - Aruba - Wendy Lacle - Austrália - Renee Henderson - Bahamas - Juliette Sargent - Bélgica - Sandrine Corman - Belize - Elvia Vega - Bolívia - Veronica Larrieu - Bonaire - Uzmin Mariluz Everts - Brasil - Michela Marchi (SF) - Bulgária - Natalia Gourkova - Canadá - Juliana Renee Thiessen - Chile - Claudia Arnello - Chipre - Daniella Iordanova - Singapura - Alice Lim - Colômbia - Silvia Fernanda Ortiz (F) - Coreia do Sul - Ji-Yeon Kim - Costa Rica - Kisha Alvarado - Croácia - Ivana Grzetic - Curaçao - Natacha Bloem - Egito - Karine Fahmy - El Salvador - Maria Gabriela Jovel - Equador - Soraya Hogonaga - Espanha - Maria Jose Besora Villanueva - Estados Unidos - Shawnae Jebbia (F) - Estónia - Mari Lawrens - Filipinas - Jewel May Lobaton - Finlândia - Jonna Kauppila - França - Sophie Thalmann - Gana - Francisca Baafour Awuah - Grã-Bretanha - Leilani Dowding - Grécia - Dimitra Eginiti - Guam - Joylyn Munoz - Guatemala - Carol Aquino - Honduras - Dania Prince - Hong Kong - Virginia Ka Shui Yung - Hungria - Agnes Nagy - Ilhas Virgens Americanas - Leah Webster - Ilhas Virgens Britânicas - Kaida Donovan | - Índia - Lymaraina D'Souza (SF) - Irlanda - Andrea Roche (SF) - Israel - Hagit Raz - Itália - Claudia Trieste - Iugoslávia - Jelena Trninic - Jamaica - Shani McGraham - Japão - Nana Okumura - Líbano - Nina Kadis - Malásia - Sherine Wong Sook Ling - Malta - Carol Cassar - Marianas Setentrionais - Helene Yum Lizama - Ilhas Maurícias - Leena Ramphul - México - Katty Fuentes (3° TT, EC) - Namíbia - Retha Reinders - Nicarágua - Claudia Alaniz - Nigéria - Chika Lilian Chikezie - Noruega - Stine Bergsvand - Nova Zelândia - Rosemary Rassell - Países Baixos - Jacqueline Rotteveel - Panamá - Tanisha Drummond - Paraguai - Luz Marina Gonzales - Peru - Karim Bernal (2° TT) - Polónia - Sylwia Małgorzata Kupiec - Porto Rico - Joyce Giraud (3°) - Portugal - Icilia Berenguel - República da China (Taiwan) - Annie Tsai - República Dominicana - Selenes Mendez - República Eslovaca Vladmira Hrenovcikova (MF) - República Tcheca - Kristina Fridvalska - Roménia - Juliana Elena Verdes - Rússia - Anna Malova (SF) - Suécia - Jessica Olérs - Suíça - Tanja Gutmann - Tailândia - Chalida Thaochalee - Trinidad e Tobago - Wendy Fitzwilliam (1°, TT) - Turquia - Asuman Krause (MS) - Ucrânia - Olena Spirina - Uruguai - Virginia Russo - Venezuela - Veruska Tatiana Ramirez (2°) - Zimbabwe - Selina Stuart |

## Jurados[2]
- Richard Chamberlain – ator
- Maria Conchita Alonso – atriz
- Shemar Moore – ator da série Criminal Minds
- Vivienne Tam – estilista de moda
- Elvis Stojko – patinador artístico olímpico
- Elaine Farley – editora da Sports Illustrated Swimsuit Issue
- Richard Johnson – colunista do New York Post
- Cindy Adams – colunista de celebridades

## Fatos
- Uma das comentaristas da CBS, Julie Moran, cometeu  ao vivo uma das maiores gafes da história da transmissão do concurso ao dizer que "Trinidad & Tobago nunca ganhou um Miss Universo."[6] Trinidad & Tobago havia feito história e manchetes em todo mundo 21 anos antes ao eleger a primeira Miss Universo negra, Janelle Commissiong.[7]
- Uma das maiores injustiças já ocorridas no concurso foi a nota 2 dada pela jurada Elaine Farley à entrevista da Miss África do Sul Kerishnie Naiker ao apresentador Jack Wagner; Naiker havia dado uma resposta eloquente e estruturada à pergunta do que ela havia aprendido de sua colega de quarto Miss Malta, Carol Cassar. Todos os outros jurados deram a ela notas entre 8 e 9,7; a nota de Farley destruiu as chances da sul-africana, semifinalista do Top 10,  de passar ao Top 5.[6]
- A Miss Honduras, Dania Prince, ganharia cinco anos depois o título de Miss Terra 2003.[1]
- A Miss República Dominicana Selenes Mendez tinha sido a Top Model of the World de 1996.[1]